# Vědomice
Vědomice jsou obec pravém břehu řeky Labe naproti městu Roudnice nad Labem v okrese Litoměřice v Ústeckém kraji. Žije v ní 933 obyvatel. Tvoří ji dvě základní sídelní jednotky – Vědomice a Zavadilka.

## Historie
Katastr obce leží v oblasti známé pod historicko-geografickým pojmem Zálabí. Vědomice zaujímaly důležitou polohu na pravobřežním počátku pokračování zemské cesty zvané lužická, která překračovala Labe v místě brodu v Roudnici nad Labem. Později byl brod nahrazen mostem. První písemná zmínka o obci pochází z roku 1555 v Deskách zemských. Zápis připomíná starší zmínku o Vědomicích z roku 1505, kdy se po smrti Půty Švihovského z Rýzmberka ujali panství Roudnice jeho synové.
Spolek pro obnovu venkova, Ministerstvo pro místní rozvoj ČR a svaz měst a obcí ČR udělil obci Vědomice první místo v soutěži Vesnice roku 1999 v regionu severní Čechy – Chomutov. Ke dni 25. 2. 2008 zde žilo 1260 obyvatel, z toho 697 mužů a 563 žen.

## Obyvatelstvo
| Rok            | 1869 | 1880 | 1890 | 1900 | 1910 | 1921 | 1930 | 1950 | 1961 | 1970 | 1980 | 1991 | 2001 | 2011 | 2021 |
| -------------- | ---- | ---- | ---- | ---- | ---- | ---- | ---- | ---- | ---- | ---- | ---- | ---- | ---- | ---- | ---- |
| Počet obyvatel | 278  | 296  | 331  | 321  | 339  | 393  | 536  | 504  | 551  | 568  | 622  | 631  | 680  | 680  | 900  |
| Počet domů     | 43   | 47   | 50   | 53   | 62   | 63   | 126  | 171  | 166  | 173  | 200  | 257  | 270  | 321  | 361  |

## Rekreace a sport

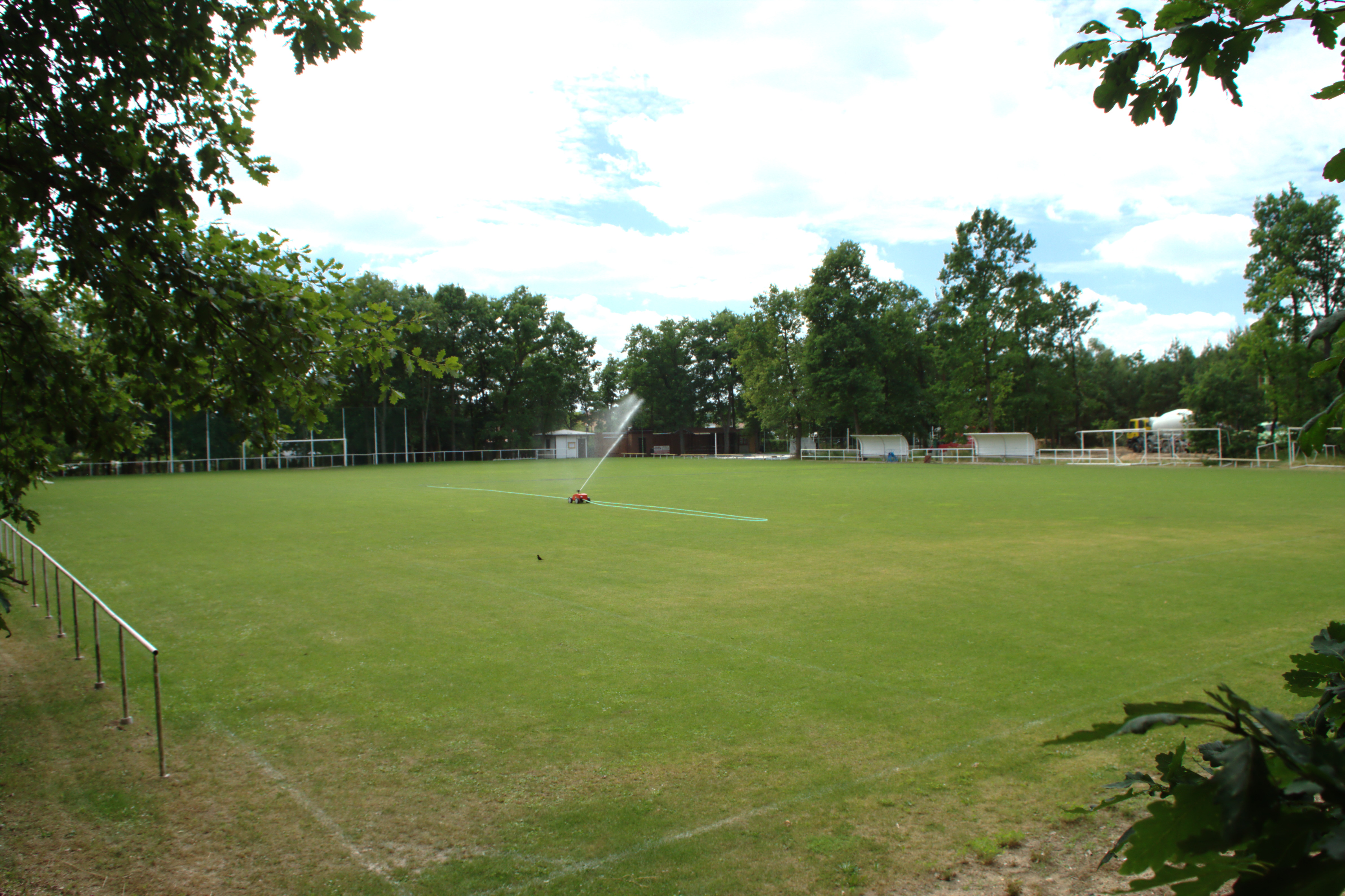
Fotbalové hřiště na severu Vědomic

Vědomice jsou známy jako rekreační oblast, v obci je mnoho možností sportovního a rekreačního vyžití. Jsou zde zařízení sportovních klubů z Roudnice nad Labem, např. fotbalová hřiště, plavecký bazén, baseballové hřiště, tenisové kurty, kanoistika, veslařská a jachtařská loděnice. Celý komplex se nachází v okolí sportovní haly na pravém břehu řeky Labe.
Pro návštěvníky Podřipska je možnost ubytování přímo v obci v Penzionu v ulici Roudnické. Pro turisty pak ve sportovním areálu Pod Lipou, případně v provozní budově fotbalistů.

## Pamětihodnosti
- Zemědělský dvůr – poplužní statek čp. 12
- Loděnice čp. 118

## Osobnosti
- Anna Matoušková (* 1889), politička a starostka obce